# Bingley
Bingley is een plaats in het bestuurlijke gebied City of Bradford, in het Engelse graafschap West Yorkshire. De plaats telt 32.574 inwoners.

## Geboren in Bingley
- Fred Hoyle, (1915-2001), astronoom
- Peter Sutcliffe? (1946-2020), seriemoordenaar (de Yorkshire Ripper)